# Horn (album của Apink)
Horn là album phòng thu tiếng Hàn thứ tư của nhóm nhạc nữ Hàn Quốc Apink. Được tiếp thị là "album đặc biệt", nó chứa 11 bài hát, bao gồm đĩa đơn năm 2021 "Thank You" và đĩa đơn chính " Dilemma ". Album được phát hành bởi IST Entertainment vào ngày 14 tháng 2 năm 2022.

## Bối cảnh và phát hành
Vào ngày 22 tháng 12 năm 2021, IST Entertainment thông báo Apink sẽ phát hành một album mới vào tháng 2 năm 2022. Vào ngày 18 tháng 1 năm 2022, thành viên Son Na-eun của YG Entertainment thông báo sẽ không tham gia các hoạt động quảng bá album cùng ngoại trừ việc ghi hình cho album jacket và video âm nhạc do "những khó khăn trong việc điều phối lịch trình cho dự án tiếp theo của cô ấy đang được thảo luận". có thông báo rằng Apink sẽ phát hành Horn vào ngày 14 tháng 2. Album được tiếp thị là "album đặc biệt" của IST Entertainment. Bốn ngày sau, danh sách ca khúc bao gồm 11 ca khúc bao gồm đĩa đơn đã phát hành trước đó "Thank You" và đĩa đơn chính "Dilemma" đã được phát hành. Vào ngày 7 tháng 2, đoạn video teaser nổi bật của medley đã được phát hành. Video âm nhạc cho MV "Dilemma" được phát hành vào ngày 11 và 13 tháng 2.

## Hiệu suất thương mại
Horn ra mắt ở vị trí thứ 4 trên Bảng xếp hạng Album Gaon của Hàn Quốc trong bảng xếp hạng số ra ngày 13–19 tháng 2 năm 2022; Trên bảng xếp hạng hàng tháng, album đã đứng ở vị trí thứ chín trong bảng xếp hạng phát hành vào tháng 2 năm 2022 với 49,598 bản được bán ra.

## Khuyến mãi
Sau khi phát hành album, Apink đã tổ chức một buổi giới thiệu trực tiếp trên YouTube để giới thiệu album và giao lưu với người hâm mộ của họ. Sau đó, nhóm biểu diễn "Dilemma", "Nothing" và "Red Carpet" trên M Countdown của Mnet vào ngày 17 tháng 2.

## Danh sách bài hát
| Danh sách bài hát cho Horn | Danh sách bài hát cho Horn                                                                               | Danh sách bài hát cho Horn                                                                 | Danh sách bài hát cho Horn                                            | Danh sách bài hát cho Horn               | Danh sách bài hát cho Horn |
| STT                        | Nhan đề                                                                                                  | Phổ lời                                                                                    | Phổ nhạc                                                              | Arrangement                              | Thời lượng                 |
| -------------------------- | --- | ------------------------------------------------------------------------------------------ | --------------------------------------------------------------------- | ---------------------------------------- | -------------------------- |
| 1.                         | "Dilemma"                                                                                                | B.E.P Jeon Goon                                                                            | B.E.P Jeon Goon                                                       | Rado                                     | 3:29                       |
| 2.                         | "Holy Moly"                                                                                              | Kenzie Son Na-eun                                                                          | Kenzie                                                                | Kenzie                                   | 3:02                       |
| 3.                         | "My oh My"                                                                                               | Hae Da-yeong Oh Yu-won                                                                     | Ryan S. Jhun Harold Philippon Lauren Dyson                            | Alawn                                    | 3:06                       |
| 4.                         | "Nothing" (Sung bởi Park Cho-rong, Jung Eun-ji, và Kim Nam-joo)                                          | Kim Jin (MUMW) Hyeon Ji-won (PNP) Go Hyeon-jeong (MUMW) Lee Shin-young (MUMW) Eunpa (MUMW) | Fredrik Boström Louise Frick Sveen Albin Nordqvist                    | Albin Nordqvist                          | 3:37                       |
| 5.                         | "Red Carpet" (Sung bởi Yoon Bo-mi, Son Na-eun, và Oh Ha-young)                                           | Kim Yeon-seo                                                                               | Daniel Mikael Caesar Ludwig Axel Lindell Kim Yeon-seo Gabriel Brandes | Daniel Mikael Caesar Ludwig Axel Lindell | 3:05                       |
| 6.                         | "Single Rider"                                                                                           | Kim Jin-hwan                                                                               | Kim Jin-hwan                                                          | Kim Jin-hwan                             | 3:23                       |
| 7.                         | "Free & Love"                                                                                            | Park Cho-rong                                                                              | Justin Reinstein JJean                                                | Justin Reinstein                         | 3:28                       |
| 8.                         | "Just Like This" (tiếng Hàn: 그날의 봄; Romaja: Geunal-ui bom; dịch nghĩa đen: "The Spring of that Day") | Kim Nam-joo                                                                                | KZ Kim Tae-young B.O.                                                 | KZ Kim Tae-young                         | 3:30                       |
| 9.                         | "Trip"                                                                                                   | Oh Ha-young Zigzag Note Kang Myeong-sin No Eun-jong                                        | Zigzag Note Kang Myeong-sin No Eun-jong                               | Zigzag Note Kang Myeong-sin No Eun-jong  | 3:33                       |
| 10.                        | "Dream" (tiếng Hàn: 작은 별; Romaja: Jag-eun byeol; dịch nghĩa đen: "Starlet")                           | Jung Eun-ji                                                                                | Lee Hyun-young Jay Park Jung Eun-ji                                   | Lee Hyun-young Jay Park                  | 3:09                       |
| 11.                        | "Thank You" (tiếng Hàn: 고마워; Romaja: Gomawo; dịch nghĩa đen: "Thanks")                                | Yoon Bo-mi Duble Sidekick Yoo Tae-un                                                       | Duble Sidekick Yoo Tae-eun De view                                    | Duble Sidekick De view EastWest SiO2     | 4:00                       |
| Tổng thời lượng:           | Tổng thời lượng:                                                                                         | Tổng thời lượng:                                                                           | Tổng thời lượng:                                                      | Tổng thời lượng:                         | 37:22                      |

Ghi chú
- "Holy Moly" được viết hoa ở hai chữ.

## Biểu đồ
| Biểu đồ (2022)            | Vị trí cao nhất |
| ------------------------- | --------------- |
| Album của Hàn Quốc (Gaon) | 4               |

| Biểu đồ (2022)            | Vị trí cao nhất |
| ------------------------- | --------------- |
| Album của Hàn Quốc (Gaon) | 9               |

## Lịch sử phát hành
| Quốc gia            | Định dạng                        | Nhãn      |
| ------------------- | -------------------------------- | --------- |
| Hàn Quốc            | CD                               | IST Kakao |
| Nhiều quốc gia khác | Tải xuống kỹ thuật số trực tuyến | IST Kakao |